# 9e étape du Tour d'Italie 2012
La 9e étape du Tour d'Italie 2012 s'est déroulée le lundi 14 mai 2012, entre les villes de San Giorgio del Sannio et de Frosinone sur 166 km.

## Classement de l'étape
|    | Coureur            | Pays           | Équipe                       |    | Temps           |
| -- | ------------------ | -------------- | ---------------------------- | -- | --------------- |
| 1  | Francisco Ventoso  | Espagne        | Movistar                     | en | 3 h 39 min 15 s |
| 2  | Fabio Felline      | Italie         | Androni Giocattoli-Venezuela | +  | m.t             |
| 3  | Giacomo Nizzolo    | Italie         | RadioShack-Nissan            |    | m.t             |
| 4  | Damiano Caruso     | Italie         | Liquigas-Cannondale          |    | m.t             |
| 5  | Daniel Schorn      | Autriche       | NetApp                       |    | m.t             |
| 6  | Alexander Kristoff | Norvège        | Katusha                      |    | m.t             |
| 7  | Ryder Hesjedal     | Canada         | Garmin-Barracuda             |    | m.t             |
| 8  | Matthias Brändle   | Autriche       | NetApp                       |    | m.t             |
| 9  | Manuel Belletti    | Italie         | AG2R La Mondiale             |    | m.t             |
| 10 | Daryl Impey        | Afrique du Sud | Orica-GreenEDGE              |    | m.t             |

## Classement général
|    | Coureur           | Pays       | Équipe                  |    | Temps            |
| -- | ----------------- | ---------- | ----------------------- | -- | ---------------- |
| 1  | Ryder Hesjedal    | Canada     | Garmin-Barracuda        | en | 36 h 02 min 40 s |
| 2  | Joaquim Rodríguez | Espagne    | Katusha                 | +  | 9 s              |
| 3  | Paolo Tiralongo   | Italie     | Astana                  |    | 15 s             |
| 4  | Roman Kreuziger   | Tchéquie   | Astana                  |    | 35 s             |
| 5  | Beñat Intxausti   | Espagne    | Movistar                |    | 35 s             |
| 6  | Ivan Basso        | Italie     | Liquigas-Cannondale     |    | 40 s             |
| 7  | Damiano Caruso    | Italie     | Liquigas-Cannondale     |    | 45 s             |
| 8  | Dario Cataldo     | Italie     | Omega Pharma-Quick Step |    | 46 s             |
| 9  | Fränk Schleck     | Luxembourg | RadioShack-Nissan       |    | 48 s             |
| 10 | Eros Capecchi     | Italie     | Liquigas-Cannondale     |    | 52 s             |

## Classements annexes

### Classement par points
|   | Cycliste             | Pays        | Équipe                       | Points |
| - | -------------------- | ----------- | ---------------------------- | ------ |
| 1 | Matthew Goss         | Australie   | Orica-GreenEDGE              | 65     |
| 2 | Mark Cavendish       | Royaume-Uni | Sky                          | 61     |
| 3 | Miguel Ángel Rubiano | Colombie    | Androni Giocattoli-Venezuela | 36     |

### Classement du meilleur grimpeur
|   | Cycliste             | Pays     | Équipe                       | Points |
| - | -------------------- | -------- | ---------------------------- | ------ |
| 1 | Miguel Ángel Rubiano | Colombie | Androni Giocattoli-Venezuela | 24     |
| 2 | Michał Gołaś         | Pologne  | Omega Pharma-Quick Step      | 16     |
| 3 | Paolo Tiralongo      | Italie   | Astana                       | 9      |

### Classement du meilleur jeune
|   | Cycliste       | Pays     | Équipe              |    | Temps            |
| - | -------------- | -------- | ------------------- | -- | ---------------- |
| 1 | Damiano Caruso | Italie   | Liquigas-Cannondale | en | 36 h 03 min 25 s |
| 2 | Rigoberto Urán | Colombie | Sky                 | +  | 8 s              |
| 3 | Sergio Henao   | Colombie | Sky                 |    | 25 s             |

### Classement par équipes

#### Classement au temps
|   | Équipe              | Pays       |    | Temps             |
| - | ------------------- | ---------- | -- | ----------------- |
| 1 | Liquigas-Cannondale | Italie     | en | 106 h 54 min 44 s |
| 2 | Astana              | Kazakhstan | +  | 27 s              |
| 3 | Garmin-Barracuda    | États-Unis |    | 45 s              |

#### Classement aux points
|   | Équipe            | Pays       | Points |
| - | ----------------- | ---------- | ------ |
| 1 | Garmin-Barracuda  | États-Unis | 198    |
| 2 | Orica-GreenEDGE   | Australie  | 144    |
| 3 | RadioShack-Nissan | Luxembourg | 132    |